# Yuri Velykanovych
Yuri Dmytrovych Velykanovych (en ucraniano: Ю́рій Дми́трович Великано́вич; 1910, Turka, Galitzia, Austria-Hungría - 7 de septiembre de 1938, Valle del Ebro, República Española) fue un participante de la Guerra Civil Española, interbrigadista ucraniano, miembro del Partido Comunista de Ucrania Occidental (PCUO).

## Biografía
Yuri Velykanovych nació en la familia de los profesores Emilia y Dnytro Velykanovych en el pueblo Ilnyk (Austria-Hungría, hoy en día Raión de Turka, óblast de Leópolis, Ucrania), donde se graduó de la escuela. A partir de 1920 estudiaba en la escuela gramatical ucraniana en Leópolis. Luego ingresó a la Facultad de Filología en la Universidad de Jan Kazimierz (actualmente Universidad Nacional Iván Frankó de Leópolis). Siendo un estudiante se unió al Partido Comunista de Ucrania Occidental.
Desde el verano de 1936 fue combatiente de las brigadas internacionales en España durante la Guerra Civil.
Desde julio de 1937 fue miembro de la Compañía Taras Shevchenko (una parte de la Brigada Internacional XIII «Dombrovski») compuesta por comunistas ucranianos de Galitzia y Volinia. En la prensa interbrigadista Velykanovych publica sus artículos y correspondencia en polaco, español, ucraniano sobre la vida y creatividad de Taras Shevchenko, sobre el camino de lucha de la compañía («Taras Shevchenko», «Los ucranianos en las brigadas internacionales», «Taras Shevchenko en el frente aragonés» y otros).
El 4 de septiembre de 1938 en la batalla en el río Ebro fue herido de muerte.

## Homenaje
Durante la época soviética, en 1982, en Leópolis se erigió un monumento a Yuri Velikanovich. Además una calle recibió el nombre de Velykanovych (renombrada por los autoridades en 1991 después de conseguir la independencia). En esa calle había una escuela con el aprendizaje profundo del castellano.
En mayo de 2015, los vándalos cortaron la cabeza de la estatua. El monumento fue desmantelado para su restauración, y luego regresó a su lugar.
Por la noche el 2 de diciembre de 2017, los miembros de la agrupación neonazi C14 arrojaron la escultura al suelo, dibujaron en el pedestal el lema «¡Abajo el comunista!» y dejaron la firma de su banda.